# 尤寧鎮區 (密蘇里州蘇格蘭縣)
尤寧鎮區（英語：Union Township）是位於美國密蘇里州蘇格蘭縣的一個行政鎮區。

## 地方資料
尤寧鎮區的面積為190.56平方千米，當中陸地面積為189.73平方千米，而水域面積為0.82平方千米。根據2020年美國人口普查的數據，當地共有人口442人，而人口密度為每平方千米2.32人。